# Carangoides otrynter
 Carangoides otrynter és un peix teleosti de la família dels caràngids i de l'ordre dels perciformes.

## Morfologia
Pot arribar als 60 cm de llargària total.

## Distribució geogràfica
Es troba a les costes del Pacífic oriental (des del sud de la Baixa Califòrnia fins a Equador, incloent-hi les Illes Galápagos).